# Weitzgrund
Weitzgrund ist ein bewohnter Gemeindeteil der Stadt Bad Belzig im Landkreis Potsdam-Mittelmark in Brandenburg.

## Lage

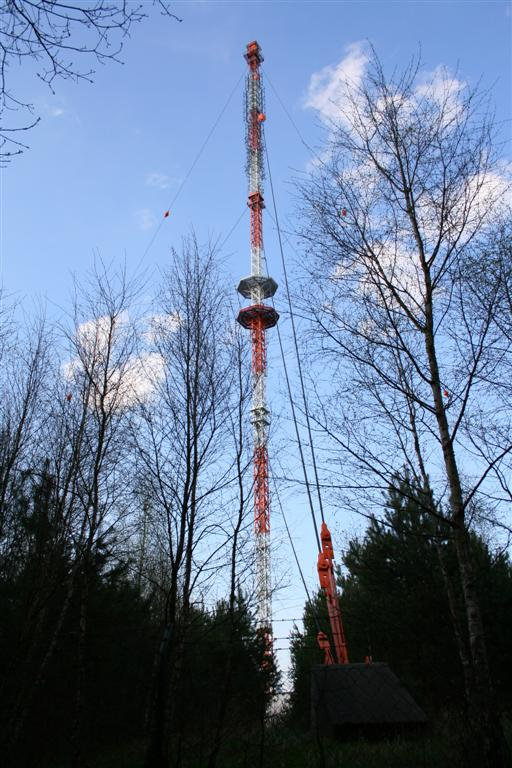
Sendemast bei Weitzgrund

Der kleine Gemeindeteil (12 Einwohner im Jahr 2009) liegt mitten in einem Waldgebiet etwa 7 km nordwestlich von Bad Belzig und ist über die Kreisstraße 6936 mit Verlorenwasser verbunden. Weitzgrund liegt im Naturpark Hoher Fläming. Sein Gebiet gehört zur Oberförsterei Dippmannsdorf. Der Radweg Berlin–Hameln führt durch Weitzgrund, ebenso der Naturpark Rundwanderweg 13.

## Geschichte und Etymologie
Der Ort wurde 1580 erstmals als Gegen den Weitgründen schriftlich erwähnt. Früher tauchte der Bach Verlorenwasser kurz hinter seiner ursprünglichen Quelle bei Weitzgrund in den Sandboden ab (daher der Name). Wenige hundert Meter weiter kam er wieder ans Tageslicht. Inzwischen hat sich sein Quellgebiet bachaufwärts verlagert und das Gewässer hat heute einen ununterbrochenen Lauf. Ende des 16. Jahrhunderts war das forwergk heist weidtgrundt ein Vorwerk mit einer Schäferei und einer Ziegelscheune. Der Pfarrer aus Belzig bekam im Jahr 1591 von der Mark Weitzgrund den Zehnt. Die Schäferei erschien im Jahr 1617 als Schefferey Weitzengrunde. Im Vorwerk lebte im Jahr 1777 ein Häusler; 1791 wurde die Siedlung als Weitzgründe bezeichnet.
Das Vorwerk war bis 1837 auf 15 Wohnhäuser angewachsen und im Jahr 1858 insgesamt 706 Morgen (Mg) groß: 6 Mg Gehöfte, 200 Mg Acker und 500 Mg Wald. Es gab das Vorwerk mit dem Abbau Ziegelei sowie 20 Wohn- und 28 Wirtschaftsgebäude.
Zur Jahrhundertwende gab es in Weitzgrund 22 Häuser (1900). Im Jahr 1928 wurden von Gutsbezirk Dippmannsdorf Forst die zwischen Weitzgrund und Benken an der sächsischen Provinzgrenze liegenden Parzellen (Jagen 146–180 der Försterei Verloren Wasser) sowie die vom Gutsbezirk Fredersdorf die westlich von Weitzgrund liegende Parzelle Kreutzwitz eingemeindet. Hinzu kamen vom Gutsbezirk Schmerwitz die im Fredersdorfer Gutsbezirk Revier Kreutzwitz und die im Gutsbezirk Dippmannsdorf Forst Revier Verloren Wasser (Jagen 146 bis 180) ausgewiesenen Wege, soweit sie bisher katastermäßig noch zum Gutsbezirk Schmerwitz gehörten. Alle Flächen wurden in einer Landgemeinde vereinigt, die im Jahr 1931 eine Fläche von 833 Hektar (ha) umfasste. Darauf standen 12 Wohnhäuser mit 13 Haushaltungen. Im Jahr 1939 gab es einen land- und forstwirtschaftlichen Betrieb, der größer als 100 ha war. Ein weiterer Betrieb war zwischen 20 und 100 ha, zwei zwischen 10 und 20 ha, zwei weitere zwischen 5 und 10 ha sowie zwei zwischen 0,5 und 5 ha. Im Jahr 1959 kam Weitzgrund als Ortsteil nach Belzig. Im Jahr 1973 bestand im Ort eine Revierförsterei.
Die Siedlung besteht im 21. Jahrhundert aus wenigen Gehöften. Der Dorfkern ist unter der Nr. 30448 in die Denkmalliste des Landes Brandenburg, Landkreis Potsdam-Mittelmark eingetragen. Das Reit- und Landhaus Weitzgrund betreibt eine Pferdepension mit Reitschule und ist Ausbildungsbetrieb für Pferdezucht / Tierzucht mit einem Zuchtbetrieb. Östlich von Weitzgrund befindet sich der Sender Belzig-Weitzgrund. Das Dorf wurde an eine Glasfaserleitung angeschlossen.

## Bevölkerungsentwicklung
| Jahr      | 1817 | 1837 | 1858 | 1871 | 1885 | 1895 | 1905 | 1925 | 1939 | 1946 |
| Einwohner | 68   | 100  | 98   | 110  | 113  | 96   | 85   | 57   | 43   | 56   |

## Sehenswürdigkeiten und Besonderheiten

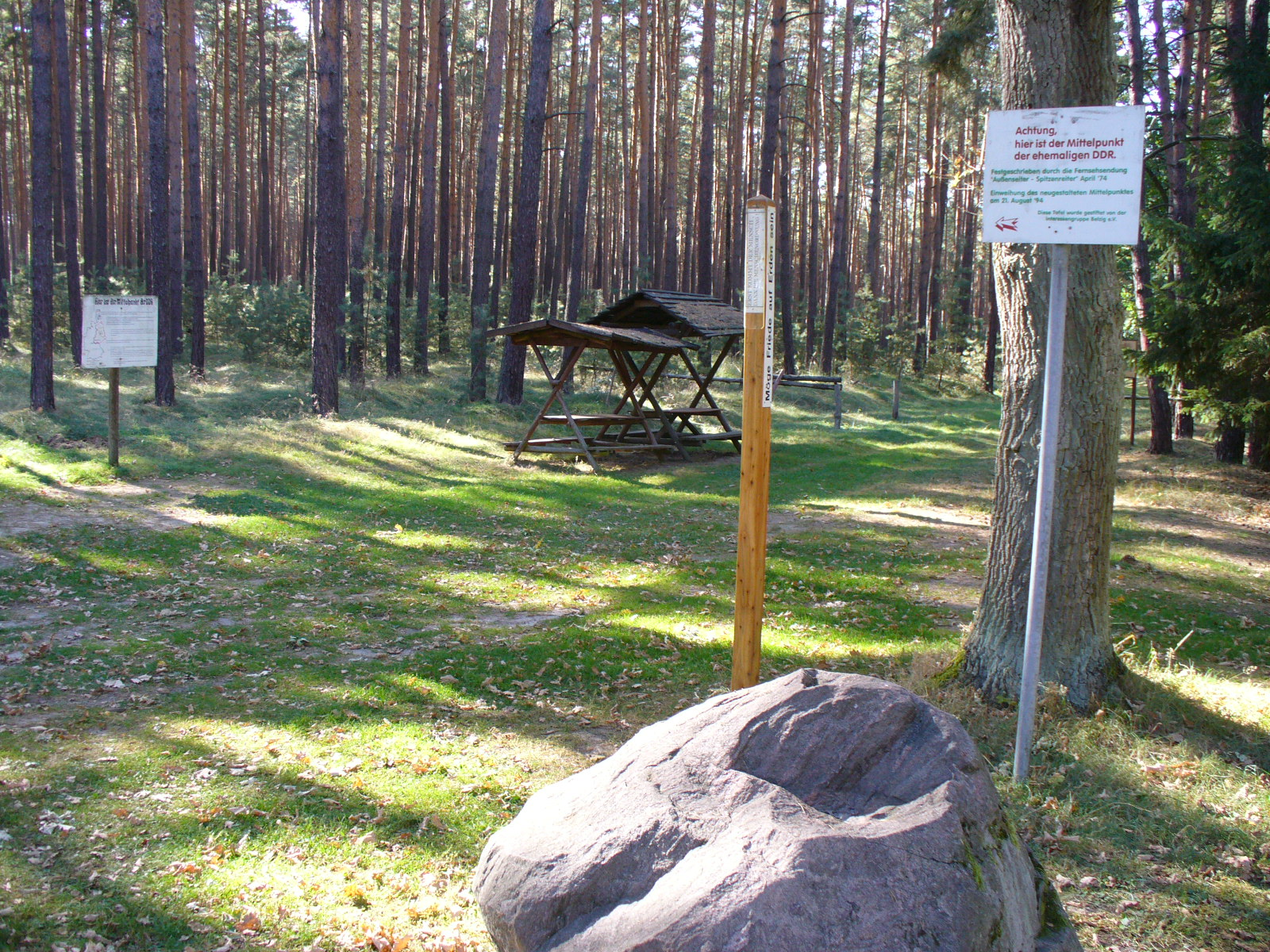
Mittelpunkt der DDR

- Zwischen Weitzgrund und Verlorenwasser liegt der geographische Mittelpunkt der DDR. 52° 12′ N, 12° 31′ O
- In Berlin ist eine Straße nach Weitzgrund benannt.